# Пісня (річка)
Пі́сня — річка в Чернігівській обл., притока Убеді (басейн Дніпра). Тече територією Корюківського району.
| Річка | Це незавершена стаття про річку. Ви можете допомогти проєкту, виправивши або дописавши її. |